# Ormetica sypilus
Ormetica sypilus là một loài bướm đêm thuộc phân họ Arctiinae, họ Erebidae.

## Hình ảnh

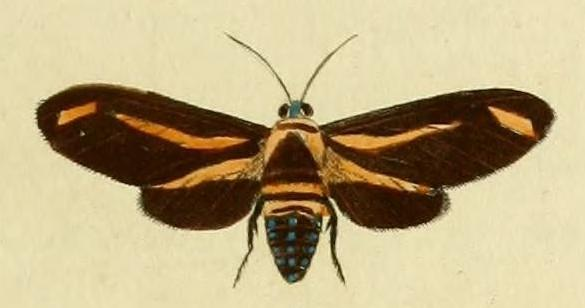
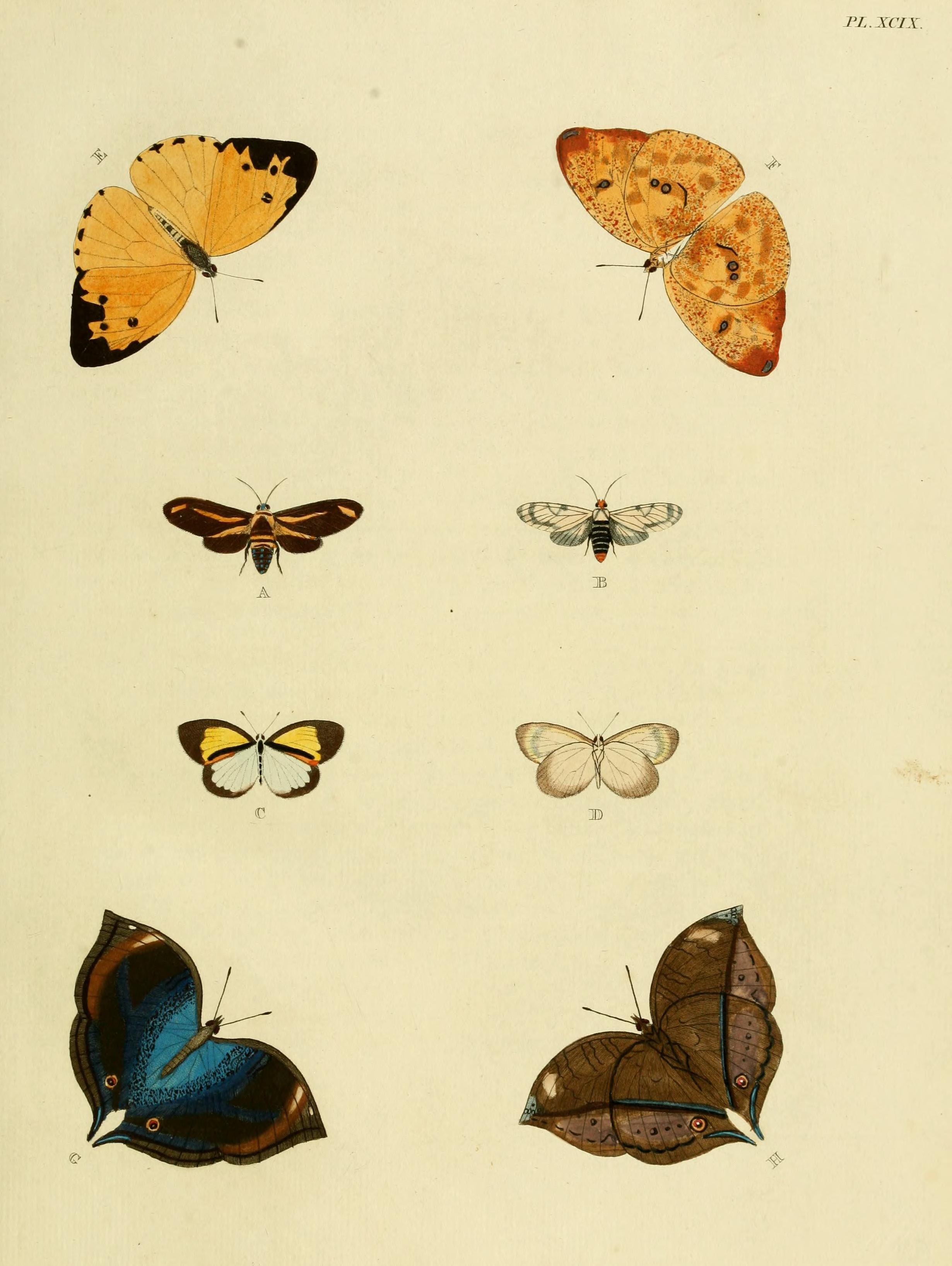
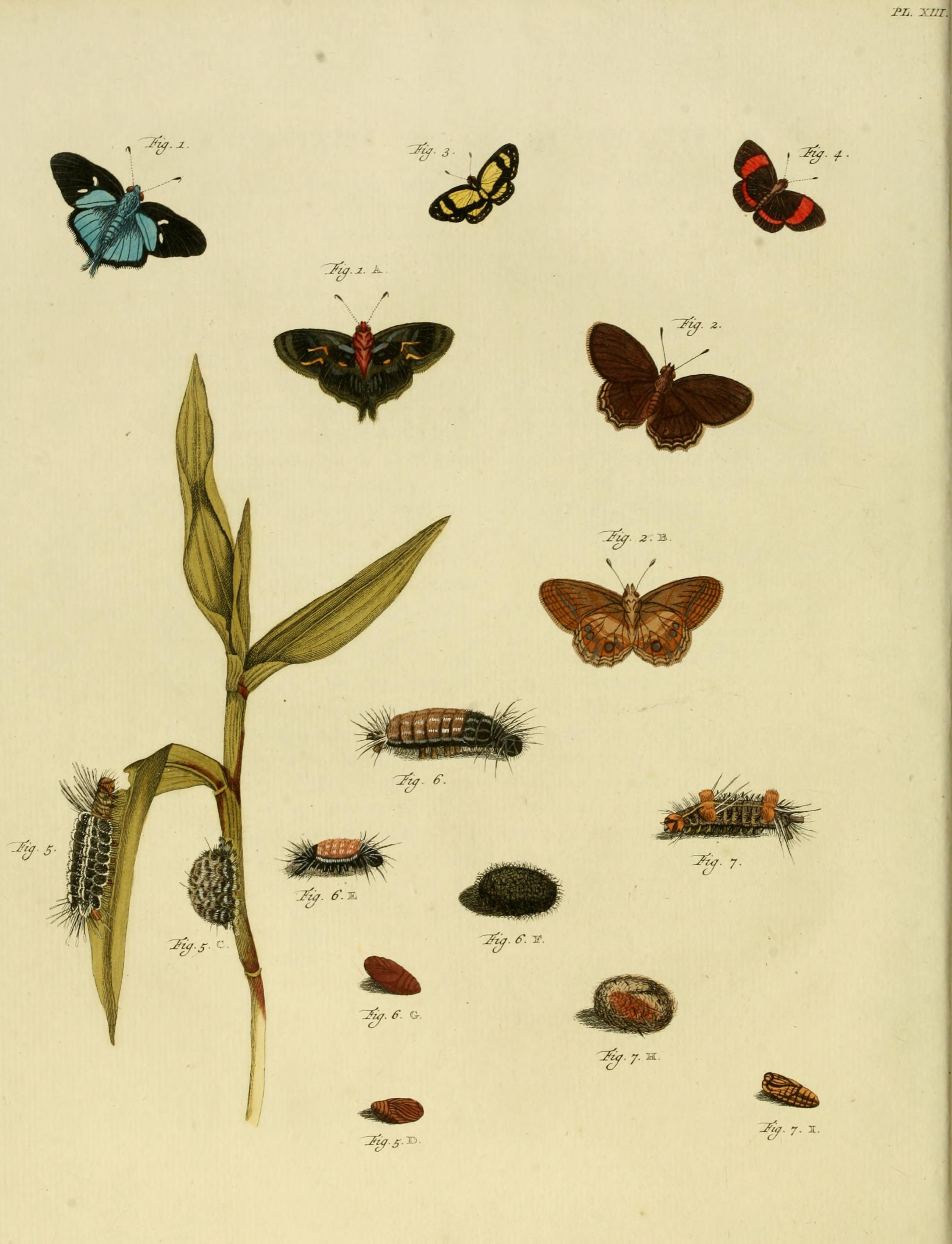